# 석교초등학교 (전남)
석교초등학교는 대한민국 전라남도 진도군 임회면 석교리에 있는 공립 초등학교이다.

## 학교 연혁
- 1920년 8월 15일 석교공립보통학교 설립 인가
- 1920년 11월 15일 석교공립보통학교 개교
- 1938년 4월 1일 석교공립심상소학교 개편
- 1941년 4월 1일 석교공립국민학교 개편
- 일자미상 석교국민학교 개편
- 1951년 4월 15일 병설 석교고등공립학교 개교
- 1955년 5월 3일 석교고등공립학교 분리 및 석교중학교 설립 인가
- 1992년 3월 1일 상만국민학교 폐교 및 본교 통폐합
- 1995년 3월 1일 연동국민학교 폐교 및 본교 통폐합
- 1996년 3월 1일 석교초등학교 개편, 용등초등학교 분교장 격하 편입
- 1999년 9월 1일 죽림초등학교 분교장 격하 편입
- 2007년 9월 1일 보육교실 설치
- 2009년 3월 1일 광석초등학교·용등분교장 폐교 및 본교 통폐합
- 2011년 2월 16일 본관 교사 및 목련관 개관식
- 2011년 3월 1일 죽림분교장 폐교 및 본교 통폐합
- 2016년 3월 1일 제33대 김덕용 교장 부임
- 2018년 2월 14일 제96회 졸업(누계: 6,007명)
- 2023년 1월 6일 제101회 졸업식 11명 졸업(누계: 6,057명)
- 2023년 9월 1일 제36대 왕길오 교장 부임
- 2025년 1월 10일 제103회 졸업식 12명 졸업(누계: 6,079명)

## 학교 상징
- 교화 - 동백 : 밝고 맑고 튼튼함
- 교목 - 목련 : 강한 의지와 인내심, 맑고 고운 풍선, 인자한 자태
- 교색 - 녹색 : 푸른 마음, 굳센 의지, 희망, 평화
- 교조 - 비둘기 : 평화, 순결, 애향, 화합

## 문화재
- 진도 석교리 백목련 - 전라남도 기념물 제217호

## 참고 자료
- 석교초등학교 - 한국교육학술정보원 학교알리미